# Porsangerfjorden
Porsangerfjorden (severnosamijsko Porsáŋgguvuotna; Kven Porsanginvuono) je fjord v okrožju Troms og Finnmark na Norveškem.

## Ime
Fjord se v norveščini uradno imenuje Porsangerfjorden. Neuradno je znano tudi kot Porsangen, vendar to ni uradno ime. Uradno ime severnih Samijev je Porsáŋgguvuotna, uradno ime Kvenov pa Porsanginvuono.

## Geografija
123 kilometrov dolg fjord je četrti najdaljši fjord na Norveškem. Leži v občinah Nordkapp in Porsanger in se izliva v Barentsovo morje. Velik otok Magerøya in polotok Porsanger ležita ob zahodni obali fjorda, polotok Sværholt pa leži ob vzhodni obali fjorda. Svetilnik Helnes leži ob ustju fjorda, na zahodni obali. Vas Lakselv leži na najbolj notranjem delu (južnem delu) fjorda. Druga naselja ob fjordu so vasi Brenna, Børselv, Indre Billefjord, Kistrand, Olderfjord, Repvåg in Nordvågen. V bližini ustja fjorda je tudi mesto Honningsvåg. V fjordu je veliko otokov, zlasti Tamsøya in Reinøya.

## Pomembno območje za ptice
50.290 ha veliko območje, ki obsega notranji (južni) del fjorda ter več majhnih otokov in pas vzdolž srednjevzhodne obale, je BirdLife International označil za pomembno območje za ptice (IBA), ker podpira populacije številnih ptic, vključno belorepe gosi (Anser erythropus), zimske race (Clangula hyemalis), gage (Somateria mollissima), beloliske (Melanitta fusca), veliki žagar (Mergus serrator), progastorepi kljunač (Limosa lapponica), veliki prodnik (Calidris canutus) in morski prodnik (Calidris maritima). Habitati vključujejo blatne ravnice, resave, travnike, slana močvirja, močvirja in brezov gozd.

## Galerija
- Orkkanluokta v Porsangerfjordnu
- Pogled v bližini Kistranda
- Pogled na obalo
- Pogled na ribiško vasico Repvåg
- Helnes fyr, Magerøya